# Carburador
Carburador utilizado no Volkswagen fusca de 1970, no Brasil.

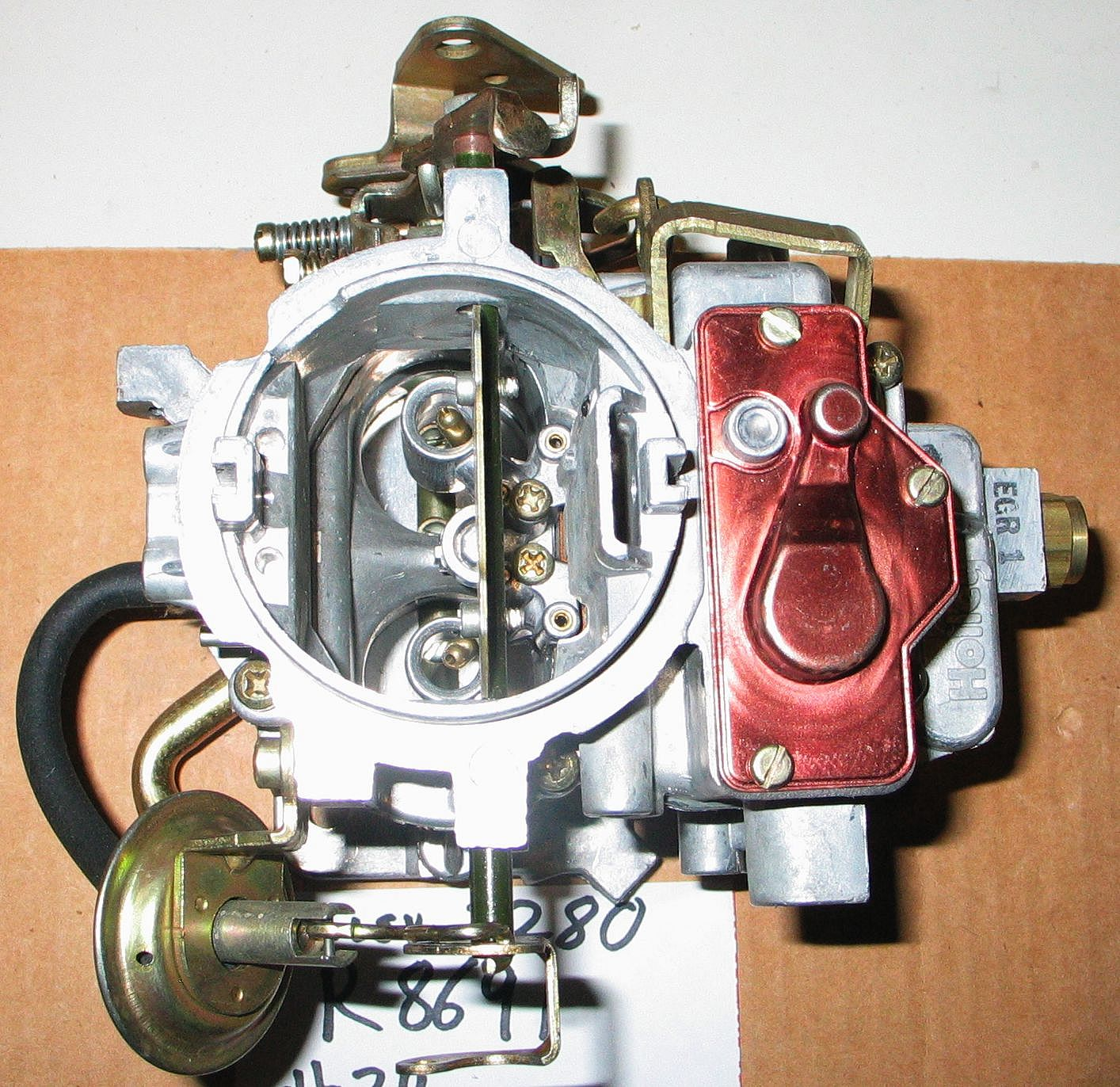
Carburador Downdraft Holley 2280 de dois cilindros

Esquema transversal

Um carburador é um dispositivo usado por um motor de combustão interna a gasolina para controlar e misturar ar e combustível que entram no motor. O principal método de adição de combustível ao ar de admissão é através do tubo de Venturi no circuito de medição principal, embora vários outros componentes também sejam usados para fornecer combustível ou ar extra em circunstâncias específicas.
Desde a década de 1990, os carburadores foram amplamente substituídos pela injeção de combustível para carros e caminhões, mas os carburadores ainda são usados por alguns motores pequenos (por exemplo, cortadores de grama, geradores e betoneiras) e motocicletas. Além disso, eles ainda são amplamente utilizados em aeronaves com motor a pistão. Os motores diesel sempre utilizaram injeção de combustível em vez de carburadores, pois a combustão do diesel por compressão requer maior precisão e pressão de injeção de combustível.

## Histórico
O primeiro carburador foi inventado por Samuel Morey em 1826. A primeira pessoa a patentear um carburador para uso em um motor a petróleo foi Siegfried Marcus com sua patente de 6 de julho de 1872 para um dispositivo que mistura combustível com ar.
Um carburador estava entre as primeiras patentes de Karl Benz (1888) quando ele desenvolveu motores de combustão interna e seus componentes.
Os primeiros carburadores eram do tipo de superfície, em que o ar é combinado com o combustível passando sobre a superfície da gasolina.
Em 1885, Wilhelm Maybach e Gottlieb Daimler desenvolveram um carburador flutuante baseado no bico atomizador. O carburador Daimler-Maybach foi copiado extensivamente, levando a processos de patentes. Os tribunais britânicos rejeitaram a reivindicação da empresa Daimler de prioridade em favor do carburador de spray de Edward Butler de 1884 usado em seu ciclo de gasolina.
Os engenheiros húngaros János Csonka e Donát Bánki patentearam um carburador para um motor estacionário em 1893.
Frederick William Lanchester, de Birmingham, Inglaterra, fez experiências com o carburador de pavio em carros. Em 1896, Frederick e seu irmão construíram um carro movido a gasolina na Inglaterra, um motor de combustão interna monocilíndrico de 5 HP (3,7 kW) com transmissão por corrente. Insatisfeitos com o desempenho e a potência do carro, eles redesenharam o motor no ano seguinte, usando dois cilindros opostos horizontalmente e um carburador de pavio com novo design.

### Últimos anos com o carburador
Carburadores eram o método comum de entrega de combustível para a maioria dos motores a gasolina feitos nos Estados Unidos até o final dos anos 1980, quando a injeção de combustível se tornou o método preferido. Esta mudança foi ditada pelos requisitos dos conversores catalíticos e não devido a uma ineficiência inerente de carburação. Um conversor catalítico requer que haja um controle mais preciso sobre a mistura combustível / ar para controlar a quantidade de oxigênio remanescente nos gases de exaustão. No mercado norte-americano, os últimos carros que utilizaram carburadores foram:
- 1990 (público em geral): Oldsmobile Custom Cruiser, Buick Estate Wagon, Cadillac Brougham, Honda Prelude (modelo básico), Subaru Justy
- 1991 (Polícia): Ford Crown Victoria Police Interceptor com motor V8 de 5,8 L (351 cu in).[13]
- 1991 (SUV): Jeep Grand Wagoneer com motor V8 AMC 360 cu in (5,9 L).[14]
- 1993 (caminhão leve): Mazda B2200
- 1994 (caminhão leve): Isuzu[15][16]
- 1995 (caminhão leve): Toyota Pickup com 22r 2.4 L em linha 4. Toyota Pickup

Na Austrália, alguns carros continuaram a usar carburadores até a década de 1990; estes incluíram o Honda Civic (1993), o Ford Laser (1994), o Mazda 323 e os sedãs Mitsubishi Magna (1996), o Daihatsu Charade (1997) e o Suzuki Swift (1999). Vans comerciais de baixo custo e 4WDs na Austrália continuaram com carburadores até os anos 2000, o último sendo a van Mitsubishi Express em 2003. Em outros lugares, certos carros Lada usaram carburadores até 2006. Muitas motocicletas ainda usam carburadores para simplificar, já que um carburador não requer um sistema elétrico para funcionar. Os carburadores também são encontrados em motores pequenos e em automóveis mais antigos ou especializados, como aqueles projetados para corridas de stock car, embora a temporada 2011 Sprint Cup da NASCAR tenha sido a última com motores carburados; injeção eletrônica de combustível foi usada no início da temporada de corrida de 2012 na Copa.
No Brasil até 1996 havia alguns carros com carburador tais como Ford Escort Hobby, Gol 1000, VW Fusca, VW Kombi, Fiat Uno Mille Eletronic e ELX, sendo a Kombi descontinuada no ano seguinte.

## Galeria
- Funcionamento básico.
- Carburador Weber
- Carburador Solex duplo.